# Zouleiha Abzetta Dabonne
Zouleiha Abzetta Dabonne (15 de diciembre de 1992) es una deportista marfileña que compite en judo.
Ganó dos medallas en los Juegos Panafricanos, en los años 2015 y 2023, y nueve medallas en el Campeonato Africano de Judo entre los años 2010 y 2024.

## Palmarés internacional
| Juegos Panafricanos | Juegos Panafricanos               | Juegos Panafricanos | Juegos Panafricanos |
| Año                 | Lugar                             | Medalla             | Categoría           |
| ------------------- | --------------------------------- | ------------------- | ------------------- |
| 2015                | Brazzaville (República del Congo) | Medalla de plata    | –57 kg              |
| 2023                | Acra (Ghana)                      | Medalla de plata    | –57 kg              |
| Campeonato Africano |                                   |                     |                     |
| Año                 | Lugar                             | Medalla             | Categoría           |
| 2010                | Yaundé (Camerún)                  | Medalla de bronce   | –52 kg              |
| 2012                | Agadir (Marruecos)                | Medalla de bronce   | –52 kg              |
| 2016                | Túnez (Túnez)                     | Medalla de bronce   | –57 kg              |
| 2017                | Antananarivo (Madagascar)         | Medalla de bronce   | –57 kg              |
| 2020                | Antananarivo (Madagascar)         | Medalla de plata    | –57 kg              |
| 2021                | Dakar (Senegal)                   | Medalla de bronce   | –57 kg              |
| 2022                | Orán (Argelia)                    | Medalla de bronce   | –57 kg              |
| 2023                | Casablanca (Marruecos)            | Medalla de plata    | –57 kg              |
| 2024                | El Cairo (Egipto)                 | Medalla de bronce   | –57 kg              |